# Лощинина, Татьяна Васильевна
Татья́на Васи́льевна Лощи́нина (род. 4 января 1963 года, пос. Кадом, Рязанская область, РСФСР) — советский и российский художник-керамист, специалист в области декоративно-прикладного искусства. Член СХ СССР (1990), после — Союза художников России (с 1991). Лауреат Государственной премии РСФСР имени И. Е. Репина (1991). Заслуженный художник Российской Федерации (1995), Народный художник Российской Федерации (2009), почётный член Российской академии художеств (2021).

## Биография
Родилась 4 января 1963 года в посёлке Кадоме, Рязанской области.
С 1978 по 1982 годы обучалась в отделении художественной керамики в Абрамцевском художественно-промышленном училище имени В. М. Васнецова в селе Абрамцево, Московской области, после окончания которого получила специальность — художника-керамиста.
С 1983 года Т. В. Лощинина начала работать мастером-гончаром, с 1984 года —художником-гончаром, с 1989 года — художником-искусствоведом на Скопинской фабрике художественной керамики, основного предприятие по производству скопинской керамики.
С 1988 по 1992 годы Т. В. Лощинина обучалась в Ленинградском высшем художественно-промышленном училище имени В. И. Мухиной и с 1992 по 1994 годы — в Московском технологическом институте.
С 1983 года Т. В. Лощинина являлась участником — областных, республиканских, всесоюзных и  международных выставок. Многократно участвовала в выставках  Центрального Дома Художников и восемь раз подряд была участницей своих персональных выставок в таких городах как Скопин, Рязань, Ханты-Мансийск, Саратов и в музее усадьбы В. Д. Поленова.
Т. В. Лощинина победитель и призёр в многочисленных конкурсах и фестивалях различного масштаба: в  1990 году становится лауреатом премии Рязанской областной ВЛКСМ в области литературы и искусства. В 1993 году на Всероссийской выставке «Молодые дарования» в Москве, Т. В. Лощинина завоевала I премию. Дважды, в 1994 и 2000 году Т. В. Лощинина за участие в Выставке произведений женщин-художников России «Весна-94» — получила диплом Российской академии художеств. В 1997 году за участие в выставках была награждена дипломом Союза художников России.
В 2000 и 2008 году Т. В. Лощинина становится — призёром и победителем областного творческого конкурса «Маэстро» в городе Рязань в номинации — «Декоративно-прикладное искусство, керамика». В 2000 году получает гран-при Московской выставки-конкурса женщин-художниц России «Весенний салон» — бронзовая «Ирида». В 2001 году Т. В. Лощинина становится победителем Международного фестиваля искусств «Славянский базар» в городе Витебск, Республики Беларусь. В 2003 году Т. В. Лощинина получает — гран-при Открытого конкурса декоративно-прикладного искусства на Приз губернатора Псковской области «Русь мастеровая» и первую премию в Конкурсе «Народные художественные промыслы — 1100-летие Пскова» — за создание скульптурной композиции «Город Псков». В 2005 году на Выставке-ярмарке народных художественных промыслов России «Ладья — 2005» в Москве получает II место в номинации — «Народная игрушка».
В 2006 году на Художественно-творческом конкурсе «Маэстро» в городе Рязань, в номинации — «Декоративно-прикладное искусство». В 2000 и 2007 году на IV и VIII Региональном фестивале гончарного искусства «Город гончаров» в городе Богородск — получает Премию «за пропаганду и развитие гончарного искусства» и становится победителем в номинации — «Кувшин-2007».
В 2007 году получает гран-при III Международного фестиваля гончаров, проходившего в городе Скопин. В 2008 году получает премию на конкурсе «Гончар-2008» в городе Каргополь в номинации — «Приз зрительских симпатий». В 2009 году в номинации — «Народный мастер в области декоративно-прикладного искусства» получает премию Рязанской области — «За вклад в развитие и сохранение традиционной народной культуры Рязанской области». В 2012 году в номинации «За сохранение традиций народного искусства» становится победителем XIII Выставки-ярмарки народных художественных промыслов России «Ладья. Зимняя сказка — 2012»
.
Художественные работы Т. В. Лощининой находятся в тридцати двух музеях России в том числе — Государственном историческом музее, Всероссийском музее декоративно-прикладного и народного искусства, Государственном Русском музее, Российском этнографическом музее, Государственном музее-усадьбе имени В. Д. Поленова и Государственном музее керамики Усадьбы Кусково.
С 1990 года Т. В. Лощинина была избрана членом Союза художников СССР, с 1991 года — Союза художников России. С 1999 года является членом Комиссии по народному искусству Союза художников России. С 2001 года 
член экспертного совета по народным художественным промыслам при Министерстве промышленности, науки и технологии Российской Федерации.
В 1991 году «за произведения вышивки, кружевоплетения и традиционного скопинского гончарства последних лет» Т. В. Лощинина была удостоена — Государственной премии РСФСР имени И. Е. Репина.
В 1995 году Т. В. Лощининой было присвоено почётное звание — Заслуженный художник Российской Федерации, в 2009 году — Народный художник Российской Федерации. В 2021 году избрана почётным членом Российской академии художеств.

## Награды

### Звания
- Народный художник Российской Федерации (2009)
- Заслуженный художник Российской Федерации (1995)

### Премии
- Государственная премия РСФСР имени И. Е. Репина (1991 — «за произведения вышивки, кружевоплетения и традиционного скопинского гончарства последних лет»)

### Другие награды
- Диплом РАХ (1994, 2000)
- Диплом СХР (1997)